# SU Водолея
SU Водолея (лат. SU Aquarii), HD 216309 — двойная затменная переменная звезда типа Алголя (EA) в созвездии Водолея на расстоянии приблизительно 1273 световых лет (около 390 парсеков) от Солнца. Видимая звёздная величина звезды — от +10,28m до +9,67m. Орбитальный период — около 1,0447 суток.

## Характеристики
Первый компонент — белая звезда спектрального класса A5V или A2IV. Эффективная температура — около 7735 К.